# Kriebitzsch
Kriebitzsch è un comune della Germania di 1 001 abitanti situato nel circondario dell'Altenburger Land in Turingia e facente parte della comunità amministrativa dello Verwaltungsgemeinschaft Rositz.
Qua nacque il radiologo e docente Alban Köhler.